# Risen Energy
Risen Energy Company Limited — китайская фотоэлектрическая компания, один из крупнейших в мире производителей солнечных элементов, модулей (панелей) и ламп. Основана в 2002 году, штаб-квартира расположена в Нинбо.

## Деятельность
Risen Energy разрабатывает и производит солнечные панели, солнечные и светодиодные лампы, системы накопления электроэнергии (в том числе промышленные аккумуляторы) и этиленвинилацетатовую плёнку. Производственные предприятия Risen Energy расположены в Нинхае, Иу, Цзиньтане, Чучжоу, Внутренней Монголии и Малайзии. Также компания монтирует солнечные панели на крышах, строит и обслуживает солнечные электростанции в пустынях и степях, на холмах.
По итогам 2021 года основные продажи пришлись на солнечные элементы и панели (70,1 %), полимерные плёнки (8,7 %), проектирование и строительство солнечных электростанций (6,2 %), лампы и другую фотоэлектрическую продукцию (5,7 %), солнечную электроэнергию (4,1 %). 57,8 % выручки пришлось на зарубежные рынки, а 42,2 % — на Китай.

## Акционеры
Основными акционерами компании Risen Energy являются Линь Хайфэн (9,5 %), First Seafront Fund Management (6,76 %), China Lesso Group Holdings (3,08 %), Tian Hong Asset Management (1 %), Huatai PineBridge Fund Management (0,96 %), Penghua Fund Management (0,95 %), Чжоу Бинь (0,85 %), Хэ Сунь (0,7 %) и China Southern Asset Management (0,59 %).